# Deutsch-japanisches Geheimdienstabkommen
Das nachfolgend beschriebene Deutsch-japanische Geheimdienstabkommen war lange nicht bekannt und entstand als ein Zusatzabkommen zum Deutsch-Japanischen Antikomintern-Pakt. Das Abkommen betraf nicht nur den Informationsaustausch der militärischen Geheimdienste, sondern die gemeinsame Zersetzungsarbeit gegenüber der Sowjetunion mit Hilfe in- und ausländischer Oppositionsgruppen. Deutsche und Japaner teilten darin die Sphären ihres Einflusses gegenüber der Sowjetunion auf und begannen anhand eines 5-Jahres-Plans ihre Absichten konkret durch die militärischen Geheimdienste umzusetzen.
Nachdem im August 1935 der VII. Kongress der Kommunistischen Internationale (Komintern) in Moskau Deutschland und Japan zu seinen Hauptfeinden erklärt hatte, folgte eine Annäherung beider Länder. Joachim von Ribbentrop, Hitlers Sonderbevollmächtigter für außenpolitische Fragen, ließ die Möglichkeiten einer politischen Verbindung mit Japan prüfen. Ribbentrop verfolgte dabei einen gemeinsamen Propaganda-Ansatz, die Japaner wünschten sich jedoch mehr ein Militärbündnis, das nicht zustande kam. Nach zähem Verlauf beschleunigte der im Juli 1936 ausgebrochene Spanische Bürgerkrieg den Abschluss der Verhandlungen. Am 25. November 1936 wurde der Antikomintern-Pakt zwischen dem Deutschen Reich und dem Kaiserlich-japanischen Reich unterzeichnet.
Das Deutsch-Japanische Geheimdienstabkommen, dass die sperrigen Namen „Deutsch-Japanische Zusatzvereinbarung betreffend Austausch der Nachrichten über Sowjetrussland“ und „Deutsch-Japanische Zusatzvereinbarung betreffend Zersetzungsarbeit gegen Sowjetrussland“ trug, war vom japanischen Militärattaché Hiroshi Oshima und dem Abwehr-Chef Wilhelm Canaris am 11. Mai 1937 unterzeichnet worden.

## Vorgeschichte
Japan betrieb schon lange eine Expansionspolitik, um das rohstoffarme Land unabhängiger zu machen. Im Fernen Osten besetzte nach der Weltwirtschaftskrise eine japanische Schutztruppe 1931/32 die rohstoffreiche Provinz Mandschurei mit der Hauptstadt Harbin im Norden Chinas. Die Besetzung der nordchinesischen Provinz gilt dem britischen Historiker Richard Overy in einer neueren Studie als der eigentliche Beginn des Zweiten Weltkriegs. Danach hatte Japan eine lange, gemeinsame Grenze zur Sowjetunion. Jetzt standen sich zwei ideologisch völlig konträre politische Systeme gegenüber, weshalb Japan einen Krieg mit der Sowjetunion befürchtete. Vorsorglich erstellte man im Oktober 1932 erstmalig einen langfristig und offensiv ausgelegten Spionageplan gegen die Sowjetunion mit klassischen Zersetzungszielen. Laut diesem „Plan 1932“ sollten zersetzende Maßnahmen die Kampfkraft der Roten Armee nach Ausbruch eines Krieges schnellstmöglich lähmen. Nach sorgfältiger Analyse nahmen die Japaner die sowjetische Erdölindustrie in der Ukraine, in Georgien und Aserbaidschan in den Blick, denn die Treibstoffversorgung der Roten Armee war essentiell im Falle eines Krieges. Zudem waren dort Unabhängigkeitsbewegungen der nichtrussischen Völker aktiv, die unterstützt werden sollten, um Sabotageakte zu ermöglichen. Zusätzlich sollten die Kontakte zu antisowjetischen Emigranten außerhalb der Sowjetunion genutzt werden. Sie hatten Verbindung zu den Unabhängigkeitsbewegungen in diesen Regionen, was beim Auslösen von Rebellionen nützlich war.
Japan bereitete sich also insgeheim auf eine militärische Auseinandersetzung mit der Sowjetunion vor. Die japanischen Militärattachés in Asien und Europa, die faktisch Geheimdienstoffiziere mit diplomatischem Schutz waren, begannen diesen Plan vorsichtig umzusetzen. Die Masse der Ölförderung der Sowjetunion lag im ukrainischen Galizien um Drohobytsch, im Kaukasus um Grosny und in Aserbaidschan um Baku. Deshalb bemühten sich die japanischen Militärattachés intensiv, Kontakte zu Exilpolitikern und Minderheitenführern aus diesen Gebieten zu unterhalten, um über sie Einfluss auf die dort lebende Bevölkerung zu nehmen.

Beispielhaft für diese Strategie ist ein Auszug aus einem Bericht des japanischen Militärattachés in Teheran, den dieser 1935 nach Tokio sandte:
„Die bedeutendsten Volksgruppen in Transkaukasien sind Georgier, Turkmenen in Aserbaidschan und Armenier. Ihre Kultur ist viel stärker ausgeprägt als die der anderen ethnischen Minderheiten in den Republiken der Sowjetunion. […] Die meisten Führer dieser Gruppen leben außerhalb ihrer Staaten, das heißt im Iran, in der Türkei und in anderen Ländern. […] Sie verursachen politische Unruhen, weshalb alle Länder sie kontrollieren wollen. Aus der Sicht geplanter Zersetzungsoperationen muss das berücksichtigt werden. […] Es scheint, dass es neuerdings anstelle muslimischer Gruppen geheime faschistische Gruppen von turkmenischen Aserbaidschanern gibt, die im Falle einer Zersetzungsoperation beste Voraussetzungen bieten. Die Ölfelder von Baku befinden sich in ihrem Gebiet und die politische Einstellung dieser Turkmenen kommt denen der Japaner sehr nahe, weshalb sie bestens für unsere Pläne geeignet sind. […] Könnten wir fähige Führer unter den kaukasischen Völkern identifizieren, wären sie bestens geeignet aktiv zu werden, falls es notwendig würde.“ 
1935 waren deshalb die japanischen Geheimdienstler auf der Suche nach geeigneten Kontakten in die Emigrantenszene der Kaukasier und der muslimischen Turkmenen (Turkestaner). Was die Japaner versuchten, war nichts anderes, als den sogenannten „Promethismus“ zu nutzen. Darunter verstand man die Exilgruppen aus der Ukraine, dem Kaukasus und der Turkvölker, die aufgrund der sowjetischen Besatzung ihrer Heimatländer in Warschau, Paris und anderswo im Exil lebten. Diese „Promethen“ waren in einer ähnlichen Lage wie der vom griechischen Gottvater Zeus verstoßene Titan Prometheus. Zeus hatte Prometheus zur Strafe für dessen Ungehorsam im Kaukasus angekettet und erst nach langem Exil begnadigt. Die „Promethen“ sind also auf die griechische Mythologie zurückzuführen. Die Führer der Kaukasier lebten ebenso wie Prometheus seit den 20er Jahren in Paris in Verbannung und schlossen sich hier 1934 zu einer Art kaukasischen Konföderation zusammen. Das war der Versuch über die in Paris gebildeten Exilregierungen ihre nationalen Interessen stärker gemeinsam zu vertreten. Einer der Treiber dieser Pläne war Haidar Bammat, ein aus Dagestan stammender vormaliger Außenminister des Nordkaukasus. Bammat hatte von sich aus den Gedanken einer kaukasischen Föderation schon lange verfolgt und die entsprechende Anerkennung in Exilkreisen. Außerdem gab er mit der Zeitschrift „Kaukasus“ in Paris die dazu erforderliche Propaganda heraus, die schließlich von den Japanern finanziert wurde. Die politisch aktiven, antisowjetisch eingestellten Promethen waren natürlich auch für andere Geheimdienste interessant. Insbesondere in Polen, Frankreich und Großbritannien wurden die Promethen von den Geheimdiensten unterstützt, nachdem diese Länder die Exilregierungen offiziell anerkannt hatten. In Polen waren die Promethen sogar Teil der polnischen Armee, weshalb der polnische Geheimdienst eine eigene Abteilung für die Promethen geschaffen hatte. Nach der japanischen Besetzung der Mandschurei 1932 hatte sich in der dortigen Hauptstadt Harbin eine Promethen-Gruppierung gebildet. Die Japaner hatten mit der moralischen Beeinflussung der Volksgruppen in Harbin positive Erfahrungen gemacht und begannen danach, sich stark für die Promethen zu interessieren. Nach Abschluss des deutsch-japanischen Antikomintern-Pakts entwickelte sich die Achse Berlin - Tokio zum Nachteil der Sowjetunion. Die japanische Armee bemühte sich jetzt verstärkt darum, die Deutschen in ihre militärischen Pläne einzubinden und weitere Abkommen mit anderen Ländern gegen die Sowjetunion zu schließen. Die Geheimvereinbarung zwischen Canaris und Oshima vom Mai 1937 war Teil dieser japanischen Absichten.

## Die Inhalte des geheimen Abkommens

### Geheime Zusatzvereinbarung zum Nachrichtenaustausch über Sowjetrussland
Canaris und Oshima war daran gelegen, möglichst viel zur militärischen Stärke und zu den Waffensystemen der Roten Armee zu erfahren, was zu den üblichen Aufgaben eines militärischen Geheimdienstes gehörte. Den Erfahrungsaustausch sollten die Militärattachés in Berlin und Tokio bewerkstelligen. Hier ein Textauszug aus dem Abkommen:
Der Austausch erfolgt in der Weise, dass das Reichskriegsministerium dem japanischen Militär-Attaché in Berlin die eingehenden Nachrichten übermittelt. Übergabe des japanischen Materials erfolgt in Tokio an den deutschen Militär-Attaché zwecks sofortiger Weiterleitung auf dem Kurierwege an Abwehrabteilung.
Der Austausch erstreckt sich auf sämtliches bei den beiderseitigen nachrichtenbeschaffenden Stellen einlaufendes, unausgewertetes wichtiges Material, und zwar bezüglich Heer, Luftwaffe, Rüstungsindustrie sowie Nachrichten über reine Spionageabwehr.
Das Abkommen zum Informationsaustausch der Geheimdienste betraf vornehmlich den deutschen Militärattaché in Tokio, Generalmajor Eugen Ott, der in die Entstehung dieses Abkommens selbst aber nicht eingebunden war. Ott wechselte 1938 auf die Position des Botschafters in Tokio und sein Nachfolger Oberst Gerhard Matzky übernahm dann diese Aufgabe. Der Informationsaustausch zwischen den beiden militärischen Geheimdiensten über die Militärattachés lässt sich zumindest ab August 1937 belegen. Soweit ersichtlich liefen die Informationen zur Sowjetunion, die der japanische Generalstab an die deutsche Botschaft in Tokio übergab, aber eher schleppend. Die in der Botschaft als „Austauschmaterial“ bezeichneten Berichte gelangten nur in größeren Zeitabständen ein.
Das scheint 1938 etwas besser geworden zu sein. Nach der von der SS inszenierten Blomberg-Fritsch-Krise Anfang 1938 war die deutsche Pro-China-Fraktion im Auswärtigen Amt und in der Wehrmachtsführung durch die Hitler-Gefolgsleute Joachim von Ribbentrop und Wilhelm Keitel ersetzt worden. Schon im Sommer 1938 war die Zusammenarbeit etwas intensiver geworden, denn es finden sich danach bedeutsamere Unterlagen in der Korrespondenz aus Tokio in den Unterlagen der Attaché-Abteilung im Oberkommando des Heeres (OKH). Dazu ein Beispiel: Major Erwin Scholl, der stellvertretende Militärattaché in Tokio, erhielt 1938 die Gelegenheit, den übergelaufenen Fernost-Chef des NKWD, Generalleutnant Genrikh Lyushkov, in Tokio zu vernehmen. Major Scholl sandte umfangreiche Berichte dieser Vernehmungen im August 1938 nach Berlin. Dass im Gegenzug auch Berichte aus Deutschland zur Sowjetunion nach Japan gingen, muss als gesichert gelten, doch fehlen dazu Angaben. Als jedoch die Japaner durch den völlig überraschenden deutsch-sowjetischen Nichtangriffspakt im August 1939 brüskiert wurden, kam dieser Informationsaustausch vorübergehend zum Erliegen.

### Geheime Zusatzvereinbarung betreffend Zersetzungsarbeit gegen Sowjetrussland
Nachdem Japan seit 1932 konkrete Pläne zur Zersetzung der Sowjetunion erarbeitet hatte und auch schon entsprechende Aktivitäten begonnen hatte, ging es in diesem Abkommen um die gegenseitige Abstimmung der Geheimdienste bei solchen Operationen. Für Canaris und Hitler war das offenbar der Anlass, die neue Abwehrabteilung II, die für Zersetzung und Sabotage zuständig war, gezielt auszubauen und die Arbeit mit den Japanern zu koordinieren. Basis dieser gemeinsamen Zersetzungspläne waren erneut die schon im japanischen „Plan 1932“ angedeuteten Vorhaben. Hier ein Auszug aus der Zusatzvereinbarung:
1. Die gemeinschaftliche Arbeit besteht im Folgenden:
- (a) Aktivierung sämtlicher Minderheitenbewegungen.
- (b) Antibolschewistische Propaganda.
- (c) Vorbereitungen zum Einsatz von revolutionären Handlungen, terroristischen Akten und Sabotagehandlungen bei Kriegsausbruch.

2. Die zu treffenden Vorbereitungen haben innerhalb Gesamtsowjetrusslands zu erfolgen.
Es werden drei Interessengebiete eingeteilt:
- (a) die europäische Westfront von Finnland bis Bulgarien als deutsches Hauptinteressengebiet.
- (b) die Südwestfront (Türkei und Persien) als gemeinschaftliches Interessengebiet.
- (c) die asiatische Ostfront als japanisches Hauptinteressengebiet.

3. Die Zusammenarbeit wird sich an dem anliegenden Fünfjahresplan von 1937 – 1941 orientieren.
Bemerkenswert an diesen Planungen der Militärgeheimdienste war die Absicht, sich den Einfluss in den südlichen Regionen der Sowjetunion zwischen Iran (Persien) und der Türkei aufzuteilen. Das waren vornehmlich die Gebiete der kaukasischen und der turkmenischen Sowjetrepubliken, die hier erstmals deutlich als Ziel deutscher Zersetzungsabsichten in Erscheinung traten.
Das Zusatzabkommen über die Zersetzungsarbeit gegen die Sowjetunion betraf die bereits bestehende Sabotagegruppe der Abwehr unter dem Major Helmuth Groscurth. Ihre Aufgabe war die Zusammenarbeit mit nationalen Minderheiten, wozu Kaukasier und Turkmenen gehörten. Die in der Zersetzungsvereinbarung und dem angehängten 5-Jahres-Plan beschriebenen Vorhaben lassen sich ab 1937 konkret in der Umsetzung nachweisen.
In der Türkei war laut Fünf-Jahres-Plan vorgesehen, Kontakte zu den türkischen Militärs zu installieren und geheime Verbindungswege in den Kaukasus einzurichten. Für den Kaukasus war vorgesehen, 1937 die Forschungsarbeiten zu beginnen, 1938 die Propaganda aufzunehmen, 1939 Zellen entlang der kaukasischen Ölleitungen zu etablieren und 1940 einen Volksaufstand zu organisieren. In den europäischen Ländern sollten schon 1937 politische Vorbereitungen in den Grenzländern getroffen werden, um Kaukasier z. B. als Armeekader auszubilden. Für die Emigranten stand die Zeitschrift „Kaukasus“ im Blickpunkt, die von Haidar Bammat herausgegeben wurde. Sie sollte für Propagandazwecke gebraucht werden und in verschiedenen Sprachen erscheinen. Außerdem sollte die „Prometheus-Bewegung“ überwacht werden, weil sie stark an Polen, Frankreich und Großbritannien angelehnt war.
Zusammenfassend ist zu erkennen, dass im Zuge der deutsch-japanischen Vereinbarungen insbesondere das Kaukasusgebiet im Interesse der Japaner lag. Hier verlief entlang der Linie Grosny – Baku der Großteil der sowjetischen Treibstoffversorgung, die im Fall einer militärischen Auseinandersetzung Japans mit der Sowjetunion unterbrochen werden sollte, wie das der schon erwähnte japanische Militärattaché in Teheran 1935 angedeutet hatte.
Die Japaner hatten also nach wie vor dieses militärische Ziel im Auge, das aber stärker vom politischen Ziel eines kaukasischen Staatenbundes der Emigranten selbst überlagert wurde. Mit der geheimen deutsch-japanischen Zersetzungsplanung, die offiziell erst am 7. Oktober 1937 von beiden Seiten genehmigt wurde, zeichnete sich ab, wie die bereits weit gediehenen strategischen Planungen der deutschen und japanischen Militärs im Umfeld der Emigranten speziell im Bereich des Kaukasus aussahen. Gemeinsam wurde auf der geheimen Achse Tokio-Berlin begonnen, die Vereinbarungen mit Leben zu erfüllen. Mit Hilfe der hinter der Zeitschrift Kaukasus stehenden Politiker und Agenten sollten die Völker des Kaukasus zu einem Zentrum der Zersetzungsarbeit werden.

## Umsetzung der Deutsch-japanischen Pläne
Für die antikommunistische Propaganda war es nicht schwer, in den Kreisen der aus der Sowjetunion geflüchteten Menschen entsprechende Unterstützer zu finden, denn diese Leute waren ja von den Bolschewisten vertrieben worden. Aber die japanischen Ziele waren deutlich höhergesteckt. Die Japaner versuchten, die verschiedenen Völker des Kaukasus zu einer einheitlichen Front gegen die Sowjetunion aufzubauen. Damit waren sie im Einklang mit dem aus dem Nordkaukasus stammenden Haidar Bammat, der dieses Ziel gleichfalls verfolgte und ein Hauptagent der Japaner war. Man wollte Verbindungen in die Sowjetunion herstellen, um auch dort Sabotagezellen für den Kampf gegen die Sowjets zu installieren.
Der Machtwechsel in Deutschland auf die Nationalsozialisten hatte bei den Exilregierungen in Paris nach und nach zu einer Annäherung an das Deutsche Reich geführt. Die deutschen Nationalsozialisten als erklärte Feinde des Bolschewismus fanden bei den antibolschewistischen Exilgruppierungen immer mehr Sympathisanten, die gleichfalls nationale bis nationalsozialistische Strömungen entwickelt hatten. Die Führer der Exilgruppen entsandten jetzt eigene Verbindungsleute nach Berlin, um die Beziehungen zu Hitler-Deutschland zu festigen. Die Turkmenen um Mustafa Chokay in Paris hielten diesen Kontakt über Veli Kajum in Berlin. Für die Turk-Tataren kam der von Japan unterstützte Ayaz Ishaki aus Harbin nach Europa und hielt Verbindung zu den Promethen in Warschau und Berlin. Die sozialdemokratischen Georgier in Paris entsandten 1935 Shalva Odicharia zu den Deutschen. Bereits 1937 hatte der japanische Militärattaché für das Baltikum in Riga, Major Makoto Onodera, den in Riga lebenden vormaligen Generalgouverneur von Tiflis, Schalwa Maglakelidse davon überzeugt, die Promethen-Bewegung zu verlassen und einen rechtsgerichteten Flügel der Georgier zu gründen, der sich mehr an Japan und Deutschland orientierte. Maglakelidse kam ab 1937 mit der deutschen Abwehr in Verbindung und repräsentierte ab 1938 den rechtskonservativen Flügel der Georgier in Berlin. Die Ukrainer waren in Berlin gleich doppelt vertreten. Ex-General Pavlo Skoropadskyj lebte hier als Führer (Hetman) der Ukrainischen Organisation Hromada im Exil. Seine ukrainischen Konkurrenten standen über die Führer der Organisation Ukrainischer Nationalisten (OUN) Jewhen Konowalez und Richard Jary schon seit Jahren mit der Abwehr in Verbindung. Hinzu kam jetzt auch noch die von den Japanern gesponserte Kaukasier-Gruppe um Haidar Bammat, der seinerseits mit den Ukrainern um Konowalets in Kontakt stand. Kurzum, die antisowjetische deutsch-japanische Allianz nahm Formen an.
Die rein russischen Emigrantenorganisationen spielten in den deutsch-japanischen Betrachtungen vorerst keine besondere Rolle.
Der japanische Hauptagent Haidar Bammat stand in Verbindung mit Oberst Hiroshi Oshima und dem japanischen Oberstleutnant Shigeki Usui, der häufiger in Paris weilte und Bammat bei der Herausgabe seiner Zeitschrift „Kaukasus“ finanziell unterstützte. Als stammesübergreifender Führer einer von Deutschland und Japan geförderten kaukasischen Föderation war es das Ziel Bammats, eine unabhängige kaukasische Republik zu gründen. Bammat rekrutierte aber auch weitere Agenten im Auftrag der Japaner. Einer davon war der Ossetier Ali Kantemir, der bei der Produktion der Zeitschrift „Kaukasus“ mitwirkte.
Die Japaner versuchten 1937 planungsgemäß über Bammat eine türkisch-japanische Geheimdienstvereinbarung ähnlich wie die deutsch-japanische gegen die Sowjetunion abzuschließen. Das ging schief und Bammat und fünfzehn seiner Gefolgsleute mussten daraufhin die Türkei im August 1938 verlassen. Die meisten gingen nach Deutschland und spätestens ab diesem Zeitpunkt war die Abwehr II in die Operationen der Gruppe um Bammat eingebunden. Bammat und Kantemir wurde dann offensichtlich nur noch von der Abwehr II finanziert. Oshima gab nach dem Krieg an, dass die Japaner auch mit Exilgruppen in Warschau zusammengearbeitet hätten und er diese Arbeit auf Wunsch des japanischen Generalstabs intensiviert hatte. Dazu wurde ein Anwesen in Falkensee bei Berlin angemietet. Dort waren dann Bammat und Kantemir damit befasst, die deutsche Ausgabe seiner Zeitschrift Kaukasus mit Hilfe weiterer Exilanten herzustellen. Außerdem wurden Propaganda-Flugblätter gedruckt, illegal nach Polen gebracht und mit Hilfe von Ballons und Westwind in der Sowjetunion abgeworfen. Weitere Flugblätter verteilten Mittelsmänner vor Ort.
Oshima, der 1938 im Rang eines Generals japanischer Botschafter in Berlin geworden war, sprach am 31. Januar 1939 über die Zersetzungsarbeit auch mit SS-Chef Heinrich Himmler. Dabei erwähnte er gegenüber Himmler, dass die deutsch-japanische Vereinbarung insoweit umgesetzt wurde, als Oshima zusammen mit der deutschen Abwehr weitreichende Projekte zur Zersetzung Russlands begonnen habe, die vom Kaukasus und der Ukraine ausgingen. Die bereits etablierte Organisation sollte jedoch nur im Kriegsfall wirksam werden. Oshima sprach bei dieser Gelegenheit sogar davon, dass eine Gruppe von zehn Attentätern aus dem Kaukasus nach Russland entsandt wurde, die Josef Stalin beseitigen sollte. Einige davon wären allerdings bereits nach Grenzübertritt erschossen worden.
Die Vorbereitungshandlungen für einen Krieg gegen die Sowjetunion waren demnach alles andere als harmlos und schon im Jahr 1938 liefen die Zersetzungsoperationen der Japaner und der Abwehr II auf hohen Touren.

## Der Aufbau der Abwehr II
Bereits im Zeitraum 1932–34 war innerhalb der Abwehr eine Stelle aufgebaut worden, die sich mit den europäischen Minderheiten befasste. Dem militärischen Geheimdienst ging es darum, für geheimdienstliche Zwecke die Möglichkeiten dieser Minderheiten zu nutzen, die ihrerseits Unterstützung für ihre Belange suchten. Die Untergruppe I S der Abwehr gewann mit Hilfe dieser Minderheiten Informationen und bereitete Sabotage-Aktionen vor, weshalb das „S“ hier auftaucht. Die wohl bedeutendste Minderheit in Europa waren damals die Ukrainer, die wie beschrieben von der Abwehr unterstützt wurden. Die Organisation Ukrainischer Nationalisten (OUN) sollte im Falle eines Krieges mit Polen militärisch von der Abwehr genutzt werden. Das wurde später von 1939 bis 1941 auch praktiziert. Nach dem deutsch-polnischen Nichtangriffspakt von 1934 legte die Abwehr allerdings die Kontakte zur OUN erst einmal offiziell auf Eis.

Am 1. November 1935 übernahm der Major Helmuth Groscurth die Untergruppe I S der Abwehr. Helmuth Groscurth beschrieb seine Aufgaben wie folgt:
„Meine Arbeit betrifft die Erfassung aller Volksdeutschen und fremden Minderheiten, ferner die Vorbereitung der gesamten Kriegssabotage. Die Dinge spielten sehr ins Politische hinein. Auch innenpolitisch gab es zahllose Reibereien, vor allem mit der Geheimen Staatspolizei.“ 
Unter Groscurth wurde ab 1937 parallel zur Intensivierung der deutsch-japanische Absichten die Sabotage- und Zersetzungsabteilung I S der Abwehr ausgebaut. Die Gruppe I S wurde schließlich aus der Abwehr I ausgegliedert und am 1. Juni 1938 offiziell als Abteilung II aufgestellt. Dass die Absprachen mit Japan dabei einen großen Einfluss hatten, ist offensichtlich, denn die folgenden Operationen der Abwehr II verliefen entlang der Linien, die mit Japan in den Geheimverhandlungen abgesprochen waren.
Die Genehmigung für den Ausbau der Abwehr II muss letztlich von den Absichten und damit von der Person Adolf Hitlers bestimmt worden sein. In der autokratischen Führerdiktatur des Deutschen Reichs gingen alle wesentlichen Entscheidungen entweder von Hitler aus oder waren zumindest mit ihm besprochen und abgestimmt. Der Aufbau einer kompletten Abteilung des Auslandsgeheimdienstes kann daher nur mit Einverständnis von Hitler erfolgt sein. Die Gründe dafür lagen in dem von Hitler ausgehenden Rassen- und Volkstumskampf gegen Judentum und Bolschewismus und dem Drang zur Kolonialisierung des Ostens. Die Länder und Völker Osteuropas vom Baltikum bis zum Kaukasus gerieten so in den Fokus Hitlers und seiner Geheimdienste. Die Zeichen standen schon 1937 eindeutig auf Expansion und Krieg und die Sabotage- und Zersetzungsabteilung II der Abwehr wurde genau dafür konzipiert.
Mit dem Ausbau der Abwehr II wurden die ehemals engen Beziehungen der Abwehr zur OUN nach mehreren persönlichen Gesprächen zwischen Wilhelm Canaris und OUN-Führer Jewhen Konowalez ab 1937 wiederbelebt.
Nach dem Anschluss Österreichs 1938 entwickelten sich die Kontakte zu den Ukrainern noch einmal stärker, denn das ukrainische Galizien hatte bis zum Ende des I. Weltkriegs zu Österreich gehört. Mit den Österreichern kamen weitere Ukraine-Fachleute zur Abwehr. Im Januar 1939 übernahm an Stelle von Helmuth Groscurth der Österreicher Erwin Lahousen die Führung der Abwehr II. Er delegierte die Verbindung zu den Ukrainern an seinen Gruppenleiter Ost, den Major Erwin Stolze. Hauptverbindung zu Konowalets war weiterhin Richard Jary, der zudem ein Schulkamerad von Lahousen war.

Die neue Abwehr II benötigte Ostforscher, die zur Umsetzung der Aufgaben der Abwehr II gute Beziehungen zu den nichtdeutschen Minderheiten in Osteuropa hatten und die politischen Verhältnisse dort bestens kannten. Im Fall der Abwehr II waren das die sogenannten „Abwehr-Professoren“. Zu ihnen gehörten der Turkologe Gerhard von Mende, der Ukraine-Spezialist Hans Koch, der Baltikum- und Weißrussland-Experte Georg Gerullis, der Slawistik-Forscher Werner Markert, sowie die Osteuropa-Forscher Hans Raupach und Theodor Oberländer, um nur die wichtigsten zu nennen. Sie alle erhielten ab 1937/38 entweder die Einberufung als Reserveoffiziere zur Abwehr II oder sie stellten zumindest ihre Expertise der Sabotage- und Zersetzungsabteilung der Abwehr II zur Verfügung. Im Januar 1938 fand schließlich der erste dreiwöchige Ausbildungskurs für die neuen und die reaktivierten Angehörigen der Abwehr II in Berlin statt. Der daran beteiligte Wissenschaftler Hans Raupach begründete den Bedarf der Abwehr an Ost-Experten wie folgt:
„Die Aufgabe von Abwehr II war die militärpolitische Bewertung und Ausnutzung der politischen, insbesondere der nationalen und sozialen Spannungen beim Gegner. Obwohl eine besondere Abteilung die Aufgabe hatte, Sabotagehandlungen im Rücken des Gegners durchzuführen, war bei der überwiegenden Mehrheit der Abteilung die Ansicht herrschend, dass eine kluge Führung oppositioneller Gruppen und ihre Steuerung als einer latenten Gefahr für den feindlichen Staat ein viel wirksameres Kampfmittel war, als die Inszenierung höchst kostspieliger und bei den geringen deutschen Einsatzmitteln nur sporadischer Sabotageunternehmen.“
Allein diese Erläuterung verdeutlicht schon, dass auch die Abwehr II die politische Zersetzung des Gegners als wirksames Mittel erachtete und es deshalb einen hohen Bedarf an Absprache mit dem für den politischen Geheimdienst zuständigen SD der SS gab. Da sich Abwehr und SD gegenseitig aber ungern in die Karten blicken ließen, sind diese Absprachen zwar erfolgt, aber nur unzureichend koordiniert worden, denn beide Geheimdienste standen in einem konträren Wettbewerb. Die Abwehr unter Canaris, Groscurth und Lahousen arbeitete insgeheim gegen Hitler und nutzte dafür die Abwehr II (Der Sprengstoff für das Hitler-Attentat z. B. kam von der Abwehr II), Gestapo und SD unter Reinhard Heydrich stützten dagegen das NS-Regime.

## Die Sowjetische Reaktion
Der Haken an den deutsch-japanischen Plänen war, dass sie bereits von Beginn an in Moskau bekannt waren. Moskau hatte schon sehr früh von den Inhalten der deutsch-japanischen Geheimabkommen erfahren. Der Chef der sowjetischen Militärspionage GRU in Westeuropa hieß Walter Kriwitzky. Er war jüdischer Österreicher, hieß eigentlich Samuel Ginsberg und stammte aus dem ukrainischen Galizien. Kriwitzky, der 1936 Personal für die Internationalen Brigaden der Komintern für den Spanischen Bürgerkrieg rekrutiert hatte, verfügte über einen Agenten im Forschungsamt der Luftwaffe, der die verschlüsselten Telegramme Oshimas abfing. Hinzu kam, dass es den sowjetischen Sicherheitsorganen gelungen war, in Istanbul die Schlüsselunterlagen des japanischen Militärattachés in die Hände zu bekommen. So waren die höchst brisanten, verschlüsselten Depeschen zwischen den japanischen Militärattachés und Tokio kein Geheimnis für Moskau.

Nach Beginn von Stalins Säuberungen im Dezember 1937 setzte sich Kriwitzky nach Paris und dann in die USA ab, wo er 1941 sehr wahrscheinlich von einem Agenten Stalins ermordet wurde. In einem vor seinem Tod veröffentlichten Buch schrieb er auch über das Deutsch-Japanische Militärabkommen:
„Stalins Politik gegenüber Hitler erreichte ihren Höhepunkt 1936 nach dem Abschluss einer geheimen Deutsch-Japanischen Vereinbarung, die am Rande des Anti-Komintern-Paktes verhandelt wurde. Die Inhalte dieses Geheimabkommens gelangten durch meine Bemühungen und die meiner Mitarbeiter in den Besitz Stalins und reizten Stalin zu dem verzweifelten Versuch, mit Hitler einen Handel einzugehen.“
„Uns war bekannt, dass der Nazi-Geheimdienst die verschlüsselten Botschaften abfing und Kopien der Botschaften besaß, die während der Verhandlungen zwischen General Oshima und Tokio ausgetauscht wurden. Ende Juli 1936 erhielt ich die Nachricht, dass die vollständige Akte dieser vertraulichen Korrespondenz von unseren Leuten in Berlin fotokopiert wurde. Dieser so eröffnete Kanal würde uns zukünftige Nachrichten zwischen Oshima zu seiner Regierung und zurück liefern. Am 8. August erhielt ich die Nachricht, dass die Kopien in Amsterdam waren. […] Die Oshima-Korrespondenz war verschlüsselt, aber wir hatten das japanische Codebuch in unserem Besitz.“
Außerdem war es in Tokio dem deutschen Journalisten und GRU-Agenten Richard Sorge gelungen, das persönliche Vertrauen des deutschen Militärattachés Eugen Ott zu gewinnen. Sorge war seit vielen Jahren Agent des sowjetischen Militärgeheimdienstes und erhielt über Ott Zugang zur Botschaft und hatte sogar ein Büro in der Botschaft. Auch Richard Sorge hatte in Japan Zugang zu den Dokumenten des deutsch-japanischen Abkommens, weshalb Moskau auf mehreren Wegen über die geheime Kooperation der Abwehr mit den Japanern im Bilde war.
Moskau kannte also die japanischen Absichten und war in der Lage, Gegenmaßnahmen zu treffen. Das betraf insbesondere die geheimdienstliche Kontrolle dieser Minderheiten nicht nur in der Sowjetunion. Natürlich waren in die Exilorganisationen im Ausland Agenten eingeschleust worden, die nicht nur Informationen an Moskau lieferten, sondern auch dafür sorgten, dass führende Exilpolitiker entführt oder ermordet wurden.
Einer dieser Agenten, der sich in die georgischen Kreise in Paris eingeschlichen hatte, war Georgi Gegelia. Obwohl die Georgier wussten, dass Gegelia Verbindungen zum NKWD hatte, gelangte er sogar in die von den Japanern aufgebaute Kaukasier-Gruppe und so waren die Beziehungen dieser Gruppe zu den Japanern, Türken und Deutschen den Sowjets längst bekannt. Gegelia informierte darüber das NKWD und so konnte das NKWD im Dezember 1938 dem Politbüro der KPdSU dazu berichten. Sergei Tretjakow spionierte mit Hilfe von Mikrofonen ab 1934 die Führung der russischen Emigranten in Paris aus. Ein weiterer Agent war Nikolai Skoblin, ein vormaliger zaristischer General, der in Paris in der russischen Emigrantencommunity als Doppelagent für die sowjetische Geheimpolizei arbeitete und Zersetzungsarbeit betrieb, indem er die zaristischen Exil-Generäle Jewgenij Miller und Anton Turkul gegeneinander ausspielte. Im September 1937 verschwand Skoblin auf mysteriöse Weise aus Paris, nachdem der russische Exilgeneral Miller nach Moskau entführt und dort hingerichtet worden war. Ein sowjetischer Agent anderer Art war der Ukrainer Pawel Sudoplatow, der sich 1937 in Berlin in die ukrainische Emigrantenszene eingeschlichen hatte und das Vertrauen des ukrainischen Emigrantenführers Jewhen Konowalez gewann. Am 23. Mai 1938 übergab Sudoplatow in Rotterdam ein Geschenk an Konowalets, der bei der Explosion der darin eingebauten Zeitzünder-Bombe umkam. Sudoplatow leitete dann bis 1953 die Sabotage- und Zersetzungsoperationen des sowjetischen Geheimdienstes.
Überdeutlich ist erkennbar, dass in der deutsch-sowjetischen Auseinandersetzung der Geheimdienste die Ukrainer und Kaukasier eine Schlüsselrolle innehatten. Beide Volksgruppen waren jedoch in sich sehr gespalten. Der sowjetischen Führer Stalin und etliche seiner Vertrauten, wie etwa die Geheimdienstchefs Wsewolod Merkulow und Lawrenti Beria stammten aus Georgien und hatten im Kaukasus natürlich eine Hausmacht. Beria war während der kurzen Unabhängigkeit Georgiens als Bolschewik mehrfach inhaftiert gewesen, was eine Feindschaft zur späteren Exil-Gruppe der Georgier bedingte und machte danach eine steile Karriere in der damaligen Sowjetrepublik Transkaukasien. Später dominierten die Georgier bis 1953 das NKWD. Wie gespalten auch die Ukrainer waren, ist beispielhaft an Kriwitzky, Sudoplatow und Konowalez erkennbar. Während die Ostukraine mit Kiew nach dem Polnisch-Sowjetischen Krieg zur Sowjetrepublik geworden war, waren die gemäßigten Westukrainer mit Hauptsitz Lemberg danach Teil der Promethen in Polen, die radikaleren Kräfte der OUN hingegen wandten sich Deutschland und Österreich zu. Als die deutsche Abwehr II verstärkt auf die Exilukrainer und Exilkaukasier setzte, stach sie daher in ein Wespennest.

## Stalins „Großer Terror“
Zwischen den deutsch-japanischen Spionageplänen und den mörderischen Säuberungen in der Sowjetunion der Jahre 1936 bis 1938, die als „Großer Terror“ bekannt wurden, bestand zweifellos ein Zusammenhang. Die mit den Säuberungen verbundene Hysterie der sowjetischen Führungselite gegen die ausländischen Spionageaktivitäten war zwar unermesslich überzogen, hatte aber einen realen Kern. Vergleicht man die deutsch-japanischen Bemühungen mit den entsprechenden sowjetischen Abwehrmaßnahmen, so stellt man eine auffallende Deckungsgleichheit fest. Namentlich betrifft das die betroffenen Regionen am Rande der Sowjetunion und die dort lebenden Volksgruppen sowie die strategisch wichtige Rüstungs- und Mineralölindustrie sowie die Eisenbahn. Die „nationalen Operationen“ des „Großen Terror“ betrafen daher weitgehend die Länder, in denen Deutsche und Japaner tatsächliche geheimdienstliche Aktivitäten entwickelt oder geplant hatten.
Josef Stalin hatte durch seine Spionagedienste umfängliche Erkenntnisse gewonnen und wusste über die deutsch-japanischen Absichten Bescheid und handelte entsprechend. Dieses Wissen war allerdings nicht die einzige Ursache für den „Großen Terror“, den Stalin von 1936 und 1938 in seinem Land vom Zaun brach. Die Moskauer Führungsgruppe holte bei dieser Gelegenheit zu einem Rundumschlag gegen Alle aus, die nur irgendwie eine Opposition bilden konnten.
Zunächst waren Stalin im Rahmen der gewünschten Industrialisierung der Sowjetunion die als „Kulaken“ bezeichneten Kleinbauern im Wege, die er zugunsten staatlicher Kolchosen enteignen ließ. Die Kolchosen waren verhasst und so stellten die Kleinbauern eine gewisse Gefahr für die innere Ordnung dar. Mindestens 436 000 Kulaken wurden ab 1937 im „Großen Terror“ erschossen und noch mehr als Zwangsarbeiter in die Arbeitslager geschickt.
Letztlich ging es dabei nur um die Festigung der Macht Stalins und seiner Getreuen. Das konnte man den Bürgern der Sowjetunion so aber nicht verkaufen. Die Sabotage aus dem Ausland hingegen war als Begründung akzeptabel, weshalb im Rahmen des „Großen Terror“ etliche Schauprozesse wegen Spionage und Sabotage erfolgten. Die „nationalen“ Massenoperationen gegen Ausländer und ihre mutmaßlichen Verbündeten („Fünfte Kolonne“) bildeten 1937/38 daher neben der Armeesäuberung und der Kulaken-Operation eine weitere Hauptrichtung der Vernichtungskampagne. Intern fürchtete Stalin die Anhänger seines im Exil lebende Widersachers Leo Trotzki. Stalin und das Politbüro gingen gegen ein „antisowjetisches, trotzkistisches Zentrum“ und gegen internationale „Politemigranten“ vor. Letztere standen schon Anfang 1936 unter Spionage- und Sabotageverdacht. Der mit der Verfolgung dieser Gruppen beauftragte Chef des NKWD (Volkskommissariat für Inneres) Genrich Jagoda war Stalin nicht energisch genug und wurde am 26. September 1936 durch Nikolai Jeschow ersetzt.
Zudem führte die Sowjetunion während des spanischen Bürgerkriegs ab 1936 einen Stellvertreterkrieg mit Deutschland, der nicht gut für die von Moskau unterstützten internationalen Brigaden lief. Ausgerechnet die bis 1933 insgeheim im sowjetischen Lipezk ausgebildete deutsche Luftwaffe griff mit der „Legion Condor“ erfolgreich zugunsten der spanischen Nationalisten in diese Auseinandersetzung ein. Die bis 1933 mit der Reichswehr kooperierende sowjetische Armeeführung und die daraus entstandenen Beziehungen zur Rüstungsindustrie und Bevölkerung gerieten nicht zuletzt deshalb in Stalins Blickfeld.
Schon im Mai 1937, also etwa zeitgleich mit der Unterzeichnung des deutsch-japanischen Geheimabkommens, wurde der zuvor mit der illegalen deutsch-russischen Rüstungskooperation befasste sowjetische Marschall Michail Tuchatschewski verhaftet, wobei Agenten der SS eine nicht abschließend geklärte Rolle spielten. Mit der anschließenden Hinrichtung von Tuchatschewski einher gingen im Rahmen des „Großen Terror“ auch die Säuberungen in der Roten Armee, die ab Juni 1937 insgesamt etwa 32 000 Opfer in der Roten Armee forderten.

Konsequenterweise folgte danach als erste der nationalen NKWD-Operation des „Großen Terror“ die sogenannte „Deutsche Operation“. Sie begann am 25. Juli 1937 mit NKWD-Befehl Nr. 00439. Jeschow dekretierte darin:
„Durch Agentur- und Untersuchungsmaterial der letzten Zeit ist bewiesen, dass der deutsche Generalstab und die Gestapo in breitem Maße Spionage- und Sabotagetätigkeit in den wichtigsten und vor allem in den Betrieben der Verteidigungsindustrie betreiben und zu diesem Zweck die dort sesshaft gewordenen deutschen Staatsangehörigen nutzen. Das Agentennetz aus den Reihen der deutschen Staatsangehörigen, das bereits jetzt Schädlings- und Sabotageakte verwirklicht, richtet ihre Aufmerksamkeit hauptsächlich auf die Organisation von Sabotageaktionen in der Kriegszeit und bereitet zu diesem Zweck Saboteure vor.“
Jeschow benannte glasklar die deutschen Sabotagevorbereitungen als Ursache für die „Deutsche Operation“. Die abgefangenen und dechiffrierten Funksprüche zwischen Tokio und Berlin waren sicher nicht die einzigen Quellen der sowjetischen Spionage, denn Moskau hatte viele Agenten in Schlüsselpositionen installiert, von denen nur wenige bekannt sind. Ergiebig dürften vor allen Dingen die sowjetischen Agenten in den Emigrantenorganisationen gewesen sein. Moskau hatte seit eh und je in diesen Gruppen Agenten positioniert. Zur Umsetzung von Sabotage- und Zersetzungsvorhaben standen die nichtrussischen Minderheiten und ihre Führer im Exil insbesondere mit der deutschen Abwehr in Kontakt. Die Gestapo war auf deutscher Seite das entsprechende Kontrollorgan über diese Beziehungen. Insofern wies die Begründung Jeschows schon sehr früh punktgenau auf die Verursacher hin.
Zusammengenommen ließ die Geheimpolizei des NKWD alleine bei der „Deutschen Operation“ 41 898 Sowjetbürger mit irgendwelchen Kontakten zu Deutschen erschießen. Laut der Dokumentation „Butovskij Poligon“ waren darunter 213 Reichsdeutsche und 649 Sowjetbürger deutscher Nationalität. Sie wurden in Schnellverfahren von sogenannten Troikas (je ein Mitglied von NKWD, Staatsanwaltschaft und Partei) ohne Gericht zum Tode verurteilt und zwischen dem 8. August 1937 und dem 19. Oktober 1938 in Butowo bei Moskau erschossen. Viele der Opfer waren deutsche Kommunisten, die in die Sowjetunion ausgewandert waren und in keiner Weise gegen die Sowjetunion gearbeitet hatten. Der einzige Grund, sie hinzurichten war die Tatsache, dass sie Deutsche waren und deshalb unter dem Generalverdacht standen, für Deutschland zu spionieren. Diejenigen, die nach Deutschland zurückkehren durften, wurden eingehend von der Gestapo vernommen und teilweise als Kommunisten in Konzentrationslager eingewiesen. Ihre Angaben dienten der Erkenntnisgewinnung des SD über die Sowjetunion durch Rückkehrer-Befragungen des Wannsee-Instituts.
Nach der „Deutschen Operation“ folgte mit NKWD-Befehl 00485 die „Polnische Operation“ am 11. August 1937, die mit der von Polen unterstützten Promethen-Bewegung zusammenhing. Diese NKWD-Operation betraf auch Ukrainer, die mit Polen in Verbindung standen. Ihr fielen mindestens 111 071 Menschen zum Opfer. Eine am 20. September 1937 begonnene „Harbin-Operation“ richtete sich gegen das von Harbin ausgehende japanische Spionage-Netzwerk. In der operativen NKWD-Order Nr. 00593 gegen die „Harbiner“ schrieb Jeschow, diese seien in der überwiegenden Mehrheit vom japanischen Geheimdienst angeworben worden. Viele von ihnen hatten für die Eisenbahn in der Mandschurei gearbeitet. Die Harbin-Operation kostete 30 992 Menschen das Leben.
Weitere Operationen richteten sich gegen Letten, Finnen, Esten, Griechen, Rumänen, Bulgaren, Mazedonier, Iraner und Afghanen.
Im November 1938 hörte dann das zügellose Morden weitgehend auf und Lawrenti Beria, der zuvor NKWD-Chef in Georgien war, löste seinen Vorgänger Jeschow ab, der 1940 dann selbst hingerichtet wurde. Mit dem „Großen Terror“ hatte Jeschow für Stalin fast alle nur irgendwie mit Ausländern in Verbindung stehenden Bürger beseitigt. Dieser politisch begründeten Hysterie fielen unzählige Unbeteiligte zum Opfer, die in keiner Weise gefährlich waren, doch Stalin nahm diese als Kollateralschäden in Kauf. Damit erreichte er, dass sich niemand mehr im Land traute, Beziehungen zu Ausländern zu unterhalten. Jeder Bürger, der mit Ausländern zu tun oder auch nur Gespräche führte, musste sofort der Geheimpolizei darüber berichten. Weiter wurden die deutschen Generalkonsulate in der Sowjetunion zwangsweise geschlossen und jeder Botschaftsangehörige erhielt einen Beschatter der Geheimpolizei. Spionage war innerhalb der Sowjetunion unter diesen Umständen so gut wie unmöglich. Stalins Terror zur Verhinderung von Spionage und Sabotage hatte das gewünschte Ziel erreicht und die deutsch-japanischen Versuche mit Hilfe inländischer Emigranten gegen die Sowjetunion aufzuklären unter Inkaufnahme vieler unschuldiger Opfer im Keim erstickt. Es stellte sich 1938/39 laut Markus Pöhlmann ein nachrichtendienstlicher „Blackout“ ein, und behinderte eine realistische Feindlagebeurteilung bei der Generalstabsplanung für den Krieg gegen die Sowjetunion. Ein Schleier, der erst wieder am 22. Juni 1941 zerrissen wurde.
Wjatscheslaw Molotow, als Volkskommissar und Stellvertreter Stalins einer der Hauptverantwortlichen für den „Großen Terror“ bemerkte später dazu:

„Wir verdanken dem Jahr 1937, dass es bei uns während des Krieges keine fünfte Kolonne gab!“

General Ernst-August Köstring, bis 1933 deutscher Militärberater in Moskau und später Militärattaché in Moskau sah das ähnlich:

„Eher läuft ein Araber mit einem Dromedar unentdeckt durch Berlin als ein ausländischer Agent durch Russland!“

## Zusammenfassung
Der Antikomintern-Pakt und insbesondere das folgende Geheimabkommen der militärischen Geheimdienste von Canaris und Oshima im Vorfeld des Zweiten Weltkriegs begründen den Anfang der Zersetzungsarbeit gegen die Sowjetunion, zunächst vorwiegend durch die Abwehr II. Beinahe alles, was sich danach auf deutscher Seite in der Zersetzungsarbeit gegen die Sowjetunion entwickelte, war stimmig mit dem Schema, dass diese Vereinbarungen vorgaben. Deutschland orientierte sich demnach zu einem erheblichen Teil an den von Japan bereits angestoßenen Planungen und passte sie den eigenen Vorstellungen an.
Zu den weiteren deutschen Zersetzungsmaßnahmen gehörte die Kontrolle der Exilkolonien in Deutschland und in den eroberten Gebieten durch Abwehr und Gestapo/SD in Verbindung mit der Gründung nationaler Komitees durch das Ostministerium, um durch pro-deutsche Exilpolitiker auf die Völker der Sowjetunion einzuwirken. Sie sollten bei der Eroberung und Verwaltung besetzter Gebiete unterstützen. Die Abwehr steuerte Geheimverbände aus Emigranten zur Sicherung kriegswichtiger Ziele, wie etwa die Ölgebiete im ukrainischen Galizien oder im Kaukasus in Grosny und Maikop und versuchte, Aufstände in Georgien oder in Turkestan bis nach Indien auszulösen. Die Aufstellung militärischer Freiwilligenverbände aus Kriegsgefangenen ab 1941 war eine militärische Maßnahme.
Weder die Japaner noch die Deutschen haben jedoch Konsequenzen aus den massiven sowjetischen Reaktionen gezogen, die infolge der Agententätigkeit und der großen Säuberungsaktionen in der Sowjetunion eigentlich hätten sichtbar werden müssen. Moskau war über die deutsch-japanischen Vorhaben immer im Bilde, umgekehrt waren Deutsche und Japanern nur sehr begrenzt über die Situation in der Sowjetunion informiert.
Die jüngere Generation national orientierter Politiker unter den Emigranten versuchte mit Hilfe der Achsenmächte die Unabhängigkeit ihrer Heimatländer zurückzugewinnen. Dabei ließen sie sich auf ein großes Abenteuer ein, wobei ihnen im Prinzip klar sein musste, dass sowohl Japan als auch Deutschland sie nur als Mittel zum Zweck betrachteten. Das wurde am Beispiel der Ukrainer sichtbar, die nach der Besetzung der Ukraine 1941 nicht mehr erwünscht waren und danach in den Untergrund gingen. Andererseits bestand für Kaukasier und Turkmenen eine reelle Chance, auf der Seite dieser Mächte eine gewisse Autonomie zu erreichen, weil gerade im Grenzgebiet zum Islam beide Achsenmächte ein Interesse daran hatten, eine befriedete Pufferzone zwischen dem muslimischen Teil dieser Weltregion und dem europäisch-asiatischen Teil einzurichten. Es bestand also eine ungewisse, mögliche Win-Win-Situation zwischen Kaukasiern, Turkmenen und den Achsenmächten, wie man heute sagen würde. Damals erfüllten sich diese Hoffnungen bekanntermaßen nicht.
Der Zerfall der Sowjetunion wurde erst 1990/91 eingeleitet und führte zur Gründung neuer, selbständiger Staaten, die nicht von externen Emigranten, sondern von internen Kräften in den betroffenen Ländern erreicht wurden.
Zu einem echten Deutsch-japanischen Militärabkommen kam es indes nicht. Die deutsche Führung ersuchte zwischen Januar und August 1939, über siebzigmal Japan ein Militärbündnis mit dem Deutschen Reich abzuschließen. Im ganzen Krieg gelang es nicht, sich auf eine gemeinsame Kriegsführung zu einigen. Die propagandistisch herausgestellte militärische Allianz blieb nach Bernd Martin in Wirklichkeit ein wertloser Verteidigungsvertrag mit Schlupflöchern. Das Recht des Stärkeren auf dem sich deutsche, japanische und italienische Ideologie beriefen führte dazu sie zu echter Kooperation unfähig waren. Die Trennung der deutschen und japanische Einflusszone am 70. Grad östlicher Länge erwies sich als unüberwindliches Hindernis für gemeinsame politische Aktionen oder seestrategische Absprachen und sie wurde eifersüchtig überwacht, dass keine japanischen Flotteneinheiten sie überschritten.